# نوبنديان بايين
نوبنديان بايين (بالفارسية: نوبندیان پایین) هي قرية تقع في قسم نغور الريفي (مقاطعة تشابهار) في إيران. يقدر عدد سكانها بـ 1,044 نسمة .